# Beremundo González Rodríguez
Beremundo González Rodríguez (Petín, 2 septembre 1909 - Sainte-Gemmes-sur-Loire, 1986) était un écrivain et politicien communiste espagnol.
Il résida à Cuba dans les années 1930 et, à son retour en Espagne, il fut membre du Parti communiste d'Espagne. Après la Guerre d'Espagne, il s'établit en France et collabora plus tard avec la révolution cubaine de Fidel Castro et passa des années en Argentine avant son retour en France.

## Œuvres
- Poética Galicia, Paris, 1971 (1973, 2e éd.).
- La poesía revolucionaria española, Paris, 1976.
- Háblame de Amor, 1969.
- Águila intercontinental, 1970.
- Cité de la nuit, 1970
- Poèmes pour le Vietnam, 1972 (avec Franco Bianciardi).

## Archives
- Inventaire du fonds d'archives de Beremundo González Rodríguez conservé à La contemporaine.